# Amleto Novelli
Amleto Novelli (Bologna, 1881 - Turín, 1924) fue un artista italiano, estrella del cine mudo y actor de teatro.
Debutó en teatro en 1906 y en 1909 es contratado por CINES, la productora italiana más importante de la época.
Participó en más de 100 películas mudas, varias de temática bíblica y clásica, como las épicas de Enrique Guazzoni.
Casado con Adalgisa Orlandini fue el coprotagonista junto a divas de la era muda como
Lyda Borelli, Francesca Bertini, Soava Gallone y Pina Menichelli. 
Murió a los 38 años durante una filmación.

## Filmografía

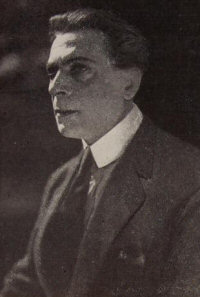
Amleto Novelli en 1920.

- 1909: Marco Visconti
- 1909: Don Carlos
- 1909: La nuova mammina
- 1909: La campana
- 1910: Eloquenza di un fiore
- 1910: La congiura di Piacenza
- 1910: Il disertore
- 1910: La battaglia di Legnano
- 1910: Giovanni dalle bande nere
- 1911: Romola
- 1911: Agrippina
- 1911: Santa Cecilia
- 1911: Antigone
- 1911: I maccabei
- 1911: San Sebastiano
- 1911: Gerusalemme liberata
- 1912: Brigante e carabiniere
- 1912: Tradimento
- 1912: Robespierre
- 1912: Catilina
- 1912: In pasto ai leoni
- 1912: Pro patria mori
- 1913: La Gerusalemme liberata
- 1913: Fra uomini e belve
- 1913: Quo vadis?
- 1913: Il gomitolo nero
- 1913: Peter (Sulla via dell'oro)
- 1913: Marcantonio e Cleopatra
- 1914: Caio Giulio Cesare
- 1915: La marzia nuziale
- 1916: Christus
- 1917: Malombra
- 1918: Fabiola
- 1918: La Gerusalemme liberata
- 1919: Il padrone delle ferriere
- 1919: Spiritismo
- 1919: La piovra
- 1919: Fantasia bianca
- 1920: Zingari
- 1923: La piccola parrochia
- 1923: Il fornaretto di Venezia
- 1924: La casa dei pulcini
- 1925: Marco Visconti

## Enlaces
- Bio con fotos
- En Agrippina de 1911 con Maria Gasparini.

- Datos: Q472592
- Multimedia: Amleto Novelli / Q472592